# Aziz Bahriyeli
Aziz Bahriyeli (geboren als Aziz Eriç; * 13. November 1931 in Istanbul; † 12. Februar 2015) war ein türkischer Hāfiz.

## Leben
Bahriyeli wurde als Kind von seiner Mutter auf eine Ausbildung als Hāfiz vorbereitet. Im Koranunterricht beim Imam der Kasımpaşa-Moschee machte er schnelle Fortschritte und lernte in drei Jahren den Koran auswendig. Nachdem er seine Hifz an der Kasımpaşa-Moschee abgeschlossen hatte, setzte er den Koranunterricht beim Imam der Nuruosmaniye-Moschee fort. 1948–49 nahm er Musikunterricht bei Sadettin Kaynak und Fehmi Tokay, später – ab 1970 – auch bei Sadettin Heper.
1953 wurde er als Offizier zum Militärdienst in der Marine eingezogen. In dieser Zeit nahm er mit Erlaubnis seines Kommandos an der Mevlid-Zeremonie teil und erregte große Aufmerksamkeit. Bei dieser Gelegenheit erhielt er den Namen Bahriyeli (von bahriye=Marine), den er später amtlich registrieren ließ. Er wurde mit den Rezitationen, die er während des Ramadan in der Beyazıt-Moschee und der Neuen Moschee hielt, zu einem der führenden Huffāẓ der Türkei. Er wirkte an zahlreichen Aufnahmen und Konzerten religiöser Musik im Inland und mit Kudsi Ergüner im Ausland mit.